# (1133) Lugduna
(1133) Lugduna – planetoida z pasa głównego asteroid okrążająca Słońce w ciągu 3 lat i 85 dni w średniej odległości 2,19 au. Została odkryta 13 września 1929 roku w Leiden Station w Johannesburgu przez Hendrika van Genta. Nazwa planetoidy pochodzi od łacińskiej nazwy holenderskiego miasta Leiden (Lugdunum Batavorum). Przed nadaniem nazwy planetoida nosiła oznaczenie tymczasowe (1133) 1929 RC1.